# Sabata
Sabata este un personaj fictiv dintr-o serie de filme Western spaghetti italiene. Este creat de Gianfranco Parolini și interpretat de Lee Van Cleef în filmele Ehi amico... c'è Sabata, hai chiuso! (1969), Adiós, Sabata (1971) și È tornato Sabata... hai chiuso un'altra volta! (1971).

## Alte filme
În câteva filme realizate după 1969 a fost folosit un personaj omonim pentru a crește audiența acestora:
- Arriva Sabata! (1970) regizat de Tulio Demicheli
- Wanted Sabata (1970) regizat de Roberto Mauri
- Sei già cadavere amigo... ti cerca Garringo (1971) regizat de Juan Bosch
- Attento gringo... è tornato Sabata! (1972) regizat de Alfonso Balcázar și Pedro Luis Ramírez
- I due figli di Trinità (1972) regizat de Osvaldo Civirani
- La ragazza del Golden Saloon (1975) regizat de Gilbert Roussel